# Quixeramobim
Quixeramobim, amtlich Município de Quixeramobim (formal auch Santo Antônio do Bogueirão de Quixeramobim; früher Nova Vila do Campo Maior), ist eine Stadt und Gemeinde im brasilianischen Bundesstaat Ceará.

## Tourismus
Die Tourismus-Industrie in Quixeramobim ist besonders wichtig. So hat die Stadt mehrere Hotels, Gaststätten und Restaurants.
Beliebte Sehenswürdigkeiten sind:
- Das Haus von Antônio Conselheiro dient momentan als Residenz der Costa Familie, des Komponisten Fausto Nilo und ist zusätzlich für die Öffentlichkeit zugänglich.
- Der Bahnhof von Quixeramobim liegt in der Mitte der Stadt und dient als Souvenirshop und Informations-Zentrum für Touristen.
- Die Metallic Bridge 1899 erbaute Fachwerkbrücke besteht aus vier Teilen von je 51,45 Meter, ist insgesamt 208 Meter lang und hat ein Gewicht von 488 Tonnen. Nachdem sie für den Zugverkehr gesperrt wurde, wurde sie umgebaut und dient nun als Gehweg für Passanten.
- Der Fogareiro Dam ist ein Staudamm und wurde nach der großen Dürre 1877 bis 1879 erbaut.
- Das Memorial Antonio Conselheiro im Gedenken an Antônio Conselheiro.
- Das Museum Jose Simão Abu Marrul, welches 1950 eröffnet wurde.

## Persönlichkeiten
- Antônio Conselheiro (1830–1897), sozialer und spiritueller Führer
- Quintino Rodrigues de Oliveira e Silva (1863–1929), Bischof von Crato
- Ana Montenegro (1915–2006), Autorin, Journalistin, Anwältin und Aktivistin
- Miguel Fenelon Câmara Filho (1925–2018), Erzbischof von Maceió und Teresina
- José Genoíno (* 1946), Politiker
- Pedro Iarley (* 1974), Fußballspieler